# Gerhard Harkenthal
Gerhard Harkenthal (* 15. Januar 1914 in Aschersleben; † 4. April 1985 ebenda) war ein deutscher Jurist und Schriftsteller.

## Leben
Nach einer Lehre im Bankfach und einer zeitweiligen Arbeit als Tanzgeiger studierte Harkenthal Jura und arbeitete anschließend in  Aschersleben als Rechtsanwalt. Seine ersten Anregungen zu literarischer Tätigkeit entstammen diesem Berufsfeld – auch in der Folgezeit blieb die Kriminalliteratur Harkenthals Hauptarbeitsgebiet. Für die von ihm dargestellten Konflikte wählte er häufig einen historischen Hintergrund.
Ein weiterer Gegenstand seiner Arbeit war die Lebenswelt der Gegenwart. So thematisierte Harkenthal, nachdem er Tansania bereist hatte, beispielsweise 1970 in dem Roman Durststrecke die Erlebnisse eines jungen Lehrers aus der DDR in Afrika.

## Werke (Auswahl)
Kriminalromane
- Blaschkowitz ist wieder da. Kriminalroman. Mitteldeutscher Verlag, Halle/Saale 1959.
- Rendezvous mit dem Tod. Kriminalroman. 1. Aufl. Buchverlag der Morgen, Berlin 1962 (2. Aufl.- 1963).
- Flucht ins Schwurgericht. 1. Aufl. Mitteldeutscher Verlag, Halle/Saale 1962 (2. Aufl.- 1964).
- Galgenfrist. Kriminalroman. Buchverlag der Morgen, Berlin 1965.
- River Passage. Das Neue Berlin, 1972.

Romane
- Liebe ist mehr ... Roman. Buchverlag der Morgen, Berlin 1961.
- Hochgericht in Toulouse. Historischer Roman. Verlag der Nation, Berlin 1984 (Nachdr. d. Ausg. Halle/Saale 1955).
- Der Hambacher Hut. Roman Mitteldeutscher Verlag, Halle/Saale 1956.
- Canal Story. Roman. 3. Aufl. Buchverlag der Morgen, Berlin 1968.